# Велико повлачење
Велико повлачење је назив лаганог одступања савезничких трупа на Западном фронту у Првом светском рату. Савезничке снаге су се повлачиле под борбом након пораза у бици код Монса 23. августа 1914. године све до реке Марне на којој су француске снаге успеле да зауставе немачко напредовање. 